# Dubrovnjak
Dubrovnjak je nenaseljena hrid u hrvatskom dijelu Jadranskog mora. Nalazi se u Lastovskom kanalu, uz zapadni dio južne obale otoka Korčule, oko 350 m od njene obale, a najbliži otok je Obljak (Korčula), oko 300 metara istočno. Katastarski je dio općine Blato.
Površina hridi iznosi 726 m², a iz mora se uzdiže 3 m.